# Salvatore Pellegrino
Salvatore Pellegrino (Maddaloni, 31 luglio 1922 – Maddaloni, 24 ottobre 2015) è stato un politico e sindacalista italiano.

## Biografia
Salvatore Pellegrino nacque il 31 luglio 1922 a Maddaloni, Comune della provincia di Caserta.
Si Laureò in Economia e Commercio, svolgendo attività di commercialista e di sindacalista vicino al mondo agrario.

### L'esperienza in politica
Esponente di primo piano del Partito Comunista Italiano nella zona di Terra di lavoro.
Da giovanissimo si iscrisse al PCI partecipando al V Congresso Nazionale del 1944.
Il 28 aprile 1963 venne eletto al Senato col PCI, restando in carica per la IV legislatura, fino al 1968.
Nel corso degli anni è stato consigliere comunale a Maddaloni, a San Felice a Cancello e a Marcianise.
È stato anche consigliere Provinciale di Caserta dal 1960 al 1963.